# Tepe Fullol
Tepe Fullol ou Khush Tepe ou Kosh Tapa est un site archéologique afghan situé dans la province de Baghlan. Le site est celui de la découverte du trésor de Tepe Fullol, trésor de vingt éléments de vaisselle d'or et d'argent retrouvé de manière fortuite par des agriculteurs afghans en 1966 et daté de l'âge du bronze. Cette découverte est la première preuve de la présence de la civilisation de l'Oxus dans le nord de l'Afghanistan actuel.

## Localisation et géologie du site
Le site archéologique de Tepe Fullol est localisé à la jonction des vallées de Khost et de Sai non loin du village de Sal Haz'ra, à une altitude de 1 615 m.

## Histoire

### Histoire ancienne
Le monticule qui abritait le trésor mesurait 14 m de long sur 8 m de large pour une hauteur d'environ 20 m.
Le trésor est daté de 2600 à 1700 avant J.-C.
La richesse de la région provenait probablement de matériaux précieux extraits des montagnes voisines, en particulier du lapis lazuli de Badakshan, qui étaient largement commercialisés.

### Redécouverte
Le trésor est retrouvé le 5 juillet 1966 par des agriculteurs qui coupent certaines œuvres avec une hache « dans [le] souci de diviser ce butin en parts égales ». En dépit de ces circonstances les autorités locales récupèrent 5 éléments en or, 7 en argent et des éléments fragmentaires qui sont amenés au musée national afghan de Kaboul.
Une « fouille rapide » est réalisée et dégage une sépulture au squelette fléchi et orientée au nord.
Trois éléments du trésor ont été exposés au British Museum en 2011.

## Description du trésor
Les dessins des vaisselles conservées comprennent des formes géométriques et des images animales, comme un sanglier, un cerf, un oiseau entre des serpents et des taureaux.
Les œuvres retrouvées sont réalisées selon diverses techniques et ne ressemblent qu'aux découvertes faites sur le site de Mundigak dans les fouilles menées par la DAFA dans les années 1950.

## Interprétation
Le trésor est un indice que l’Afghanistan faisait déjà partie d’un vaste réseau d’échanges commerciaux et culturels.